# Takeshi Motoyoshi
Takeshi Motoyoshi (Prefectura de Kanagawa, 26 de juliol de 1967) és un futbolista japonès.

## Selecció japonesa
Va formar part de l'equip olímpic japonès a la Copa d'Àsia de 1988.